# Marcelina Kiala
Marcelina Kiala, née le 9 novembre 1979 à Luanda, est une handballeuse angolaise.

## Carrière
Marcelina Kiala débute à 10 ans au groupe sportif de la Radio Nationale d’Angola, avant d’évoluer au groupe Textil de Luanda. Elle signe en 1999 au Petro de Luanda avant de jouer à l'étranger, au Cercle Dijon Bourgogne en France, de 2000 à 2003. Elle met un terme à sa carrière en 2009 puis décide de reprendre la compétition en 2011 au Petro de Luanda.
Elle prend sa retraite sportive en février 2014.
Marcelina Kiala a remporté quinze championnats d'Angola, trois Jeux africains, treize Ligue des champions africaines et sept Championnats d'Afrique des nations. Elle a participé à deux reprises aux Jeux olympiques (en 2000 et 2012) et sept fois aux Championnats du monde. 
Elle est la sœur de la joueuse de handball Luisa Kiala et la demi-sœur de Natália Bernardo.

## Palmarès

### En équipe nationale
Jeux olympiques
- 9e place aux Jeux olympiques 2000
- 10e place aux Jeux olympiques 2012

Championnats du monde
- 16e place au Championnat du monde 2005 en Russie
- 8e place au Championnat du monde 2011 au Brésil
- 16e place au Championnat du monde 2013 en Serbie

Championnats d'Afrique
- Médaille d'or au championnat d'Afrique 2002
- Médaille d'or au championnat d'Afrique 2004
- Médaille d'or au championnat d'Afrique 2006
- Médaille d'or au championnat d'Afrique 2008
- Médaille d'or au championnat d'Afrique 2012
- Médaille d'or aux Jeux africains 2011.